# La Solana
La Solana è un comune spagnolo di 17 000 abitanti situato nella comunità autonoma di Castiglia-La Mancia.